# Europees kampioenschap voetbal 2008 (kwartfinale) Kroatië - Turkije
Dit artikel gaat over de wedstrijd in de kwartfinale tussen Kroatië en Turkije gespeeld op 20 juni 2008 tijdens het Europees kampioenschap voetbal 2008.

## Voorafgaand aan de wedstrijd
- Bij de Turken is Volkan Demirel geschorst na de rode kaart die hij ontving tegen Tsjechië.
- De Turk Emre Güngör kan mogelijk niet spelen vanwege een kuitblessure.[1]
- Voor beide landen is het de tweede keer dat ze de kwartfinale van een Europees kampioenschap voetbal mannen behalen. Kroatië haalde bij het Europees kampioenschap voetbal 1996 voor het eerst de kwartfinale. Daarin werd van de latere kampioen Duitsland verloren met 1 - 2. Turkije behaalde in 2000 voor het eerst de kwartfinale. Portugal was toen met 0 - 2 te sterk voor de Turken.
- De laatste keer dat Kroatië en Turkije elkaar op het Europees kampioenschap voetbal tegen kwamen, was op het Europees kampioenschap voetbal in 1996 in Engeland. Kroatië won toen de wedstrijd met 1 - 0.
- Kroatië behaalde de kwartfinale door alle drie de wedstrijden in Poule B te winnen. Kroatië won van Oostenrijk met 1 - 0. Van Duitsland werd met 2 - 1 gewonnen en Polen werd met 1 - 0 verslagen.
- Turkije behaalde de kwartfinale door de laatste groepswedstrijd met 3 - 2 te winnen van Tsjechië in de wedstrijd die de media inging als het wonder van Genève. Een kwartier voor tijd stond Turkije nog met 0 - 2 achter en leek Tsjechië door te gaan. Door drie doelpunten in het laatste kwartier, wist Turkije toch nog de wedstrijd om te buigen en zich te kwalificeren voor de kwartfinale. Eerder werd met 0 - 2 verloren van Portugal en met 2 - 1 gewonnen van Zwitserland.
- De verdediger Mehmet Aurélio is geschorst voor één duel, omdat hij tegen Tsjechië zijn tweede gele kaart van het toernooi ontving.
- Servet Çetin, Emre Belözoğlu, Emre Güngör en Tümer Metin zijn alle geblesseerd. Hierdoor is de spoeling voor Fatih Terim dun. In totaal heeft hij 15 veldspelers en 2 keepers tot zijn beschikking.[2]

## Wedstrijdgegevens

De basisopstellingen van beide landen.

| Datum                | 20 juni 2008                       | 20 juni 2008                       |
| Stadion              | Ernst Happel Stadion, Wenen        | Ernst Happel Stadion, Wenen        |
| Toeschouwers         | 51,428                             | 51,428                             |
| Scheidsrechter       | Roberto Rosetti                    | Roberto Rosetti                    |
| Assistenten          | Alessandro Griselli Paolo Calcagno | Alessandro Griselli Paolo Calcagno |
| Vierde man           | Manuel Mejuto González             | Manuel Mejuto González             |
| Man van de wedstrijd | Hamit Altıntop                     | Hamit Altıntop                     |
|                      | Kroatië                            | Turkije                            |
| Doelpunten           | 1                                  | 1                                  |
| Gele kaarten         | 0                                  | 4                                  |
| Rode kaarten         | 0                                  | 0                                  |
| Wissels              | 2                                  | 3                                  |
| Schoten op doel      | 9                                  | 8                                  |
| Schoten naast doel   | 8                                  | 6                                  |
| Overtredingen        | 19                                 | 23                                 |
| Hoekschoppen         | 7                                  | 4                                  |
| Buitenspel           | 6                                  | 1                                  |
| Vrije trappen        | 24                                 | 25                                 |
| Strafschoppen        | 0                                  | 0                                  |
| Balbezit (tijd)      | 37' 37'                            | 36' 52                             |
| Balbezit (%)         | 51                                 | 49                                 |

| Kroatië | 1 – 1               | Turkije |
| Ivan Klasnić 119' | goals (assists)     | 120+2' Semih Şentürk |
| Luka Modrić Darijo Srna Ivan Rakitić Mladen Petrić | strafschoppen 1 – 3 | Arda Turan Semih Şentürk Hamit Altıntop |
| Slaven Bilić | bondscoach          | Fatih Terim |
| Stipe Pletikosa Josip Šimunić Robert Kovač Vedran Ćorluka Ivan Rakitić Niko Kovač Darijo Srna Luka Modrić Ivica Olić 97' Niko Kranjčar 65' Danijel Pranjić | opstellingen        | Rüştü Reçber Hakan Balta Gökhan Zan 76' Mehmet Topal 117' Nihat Kahveci Arda Turan Emre Aşık Tuncay Şanlı 61' Colin Kâzım-Richards Sabri Sarioğlu Hamit Altıntop |
| Mladen Petrić 65' Ivan Klasnić 97' | wissels             | 61' Uğur Boral 76' Semih Şentürk 117' Gökdeniz Karadeniz |
| | gele kaarten        | 27' Tuncay Şanlı 49' Arda Turan 89' Uğur Boral 107' Emre Aşık |
| | rode kaarten        | |

## Overzicht van wedstrijden
| Groepswedstrijden | | | |
| Groep A | Groep B | Groep C | Groep D |
| Zwitserland - Tsjechië Portugal - Turkije Tsjechië - Portugal Zwitserland - Turkije Zwitserland - Portugal Turkije - Tsjechië | Oostenrijk - Kroatië Duitsland - Polen Kroatië - Duitsland Oostenrijk - Polen Oostenrijk - Duitsland Polen - Kroatië | Roemenië - Frankrijk Nederland - Italië Italië - Roemenië Nederland - Frankrijk Nederland - Roemenië Frankrijk - Italië | Spanje - Rusland Griekenland - Zweden Zweden - Spanje Griekenland - Rusland Griekenland - Spanje Rusland - Zweden |
| Kwartfinales | | | |
| Portugal - Duitsland | Kroatië - Turkije | Nederland - Rusland | Spanje - Italië                                                                                                   |
| Halve finales | | | |
| Duitsland - Turkije | Duitsland - Turkije                                                                                                  | Rusland - Spanje | Rusland - Spanje                                                                                                  |
| Finale | | | |
| Duitsland - Spanje | | | |